# جریان گرینلند غربی

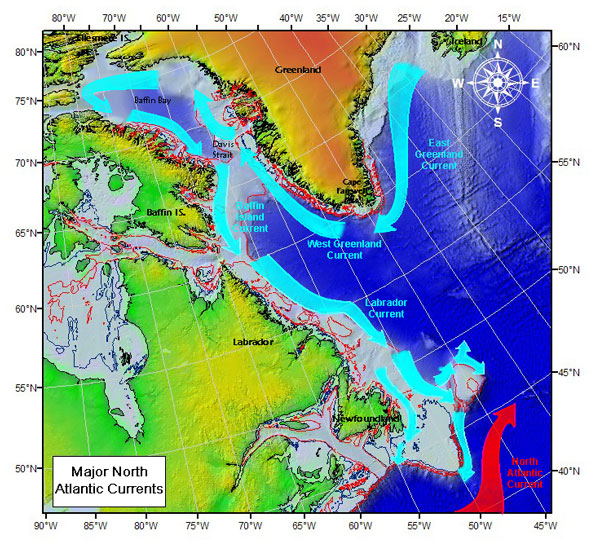
جریان گرینلند غربی

جریان گرینلند غربی (انگلیسی: West Greenland Current) جریان اقیانوسی نسبتاً سردی است که در امتداد ساحل غربی گرینلند به‌سمت شمال جریان دارد. پدید آمدن این جریان نتیجه جابه‌جایی آب‌هایی است که در جنوبی‌ترین نقطه گرینلند بر اثر جریان گرینلند شرقی گردش می‌کنند.